# 聯合國安全理事會第2222號決議
聯合國安全理事會第2222號決議於2015年5月27日在聯合國安全理事會通過。決議的主要目的是為了補充关于在武装冲突中保护平民、记者、媒体专业人员和有关人员的第1265號、第1296號、第1674號、第1738號和第1894號決議，呼籲武装冲突各方必须尊重媒体工作人员及保护他们免受一切形式的恐吓、骚扰或暴力，並严重关切世界许多地方常有武装冲突中暴力侵害记者、媒体专业人员和有关人员的行为。